# Prainea
Prainea és un gènere de la tribu de les artocàrpies que agrupa espècies d'arbres tropicals, similars als del gènere Artocarpus localitzats al subcontinent indi i a Myanmar.